# Dan Cumming
Daniel Henry „Dan” Cumming (ur. 8 grudnia 1960) – australijski zapaśnik walczący w stylu wolnym. Olimpijczyk z Seulu 1988, gdzie odpadł w eliminacjach w kategorii 62 kg.
Zajął dziesiąte miejsce na mistrzostwach świata w 1982. Piąty w Pucharze Świata w 1986. Wicemistrz igrzysk Wspólnoty Narodów w 1986 i szósty w 1982. Wicemistrz Oceanii w 1986 i trzeci w 1992. Brązowy medalista mistrzostw Wspólnoty Narodów w 1985 roku.